# Scoletoma testudinum
Scoletoma testudinum är en ringmaskart som först beskrevs av Augener 1922.  Scoletoma testudinum ingår i släktet Scoletoma och familjen Lumbrineridae.
Artens utbredningsområde är Mexikanska golfen. Inga underarter finns listade i Catalogue of Life.